# Dicranomyia sibyllina
Dicranomyia sibyllina är en tvåvingeart som först beskrevs av Alexander 1929.  Dicranomyia sibyllina ingår i släktet Dicranomyia och familjen småharkrankar. Inga underarter finns listade i Catalogue of Life.